# Bürgstadt

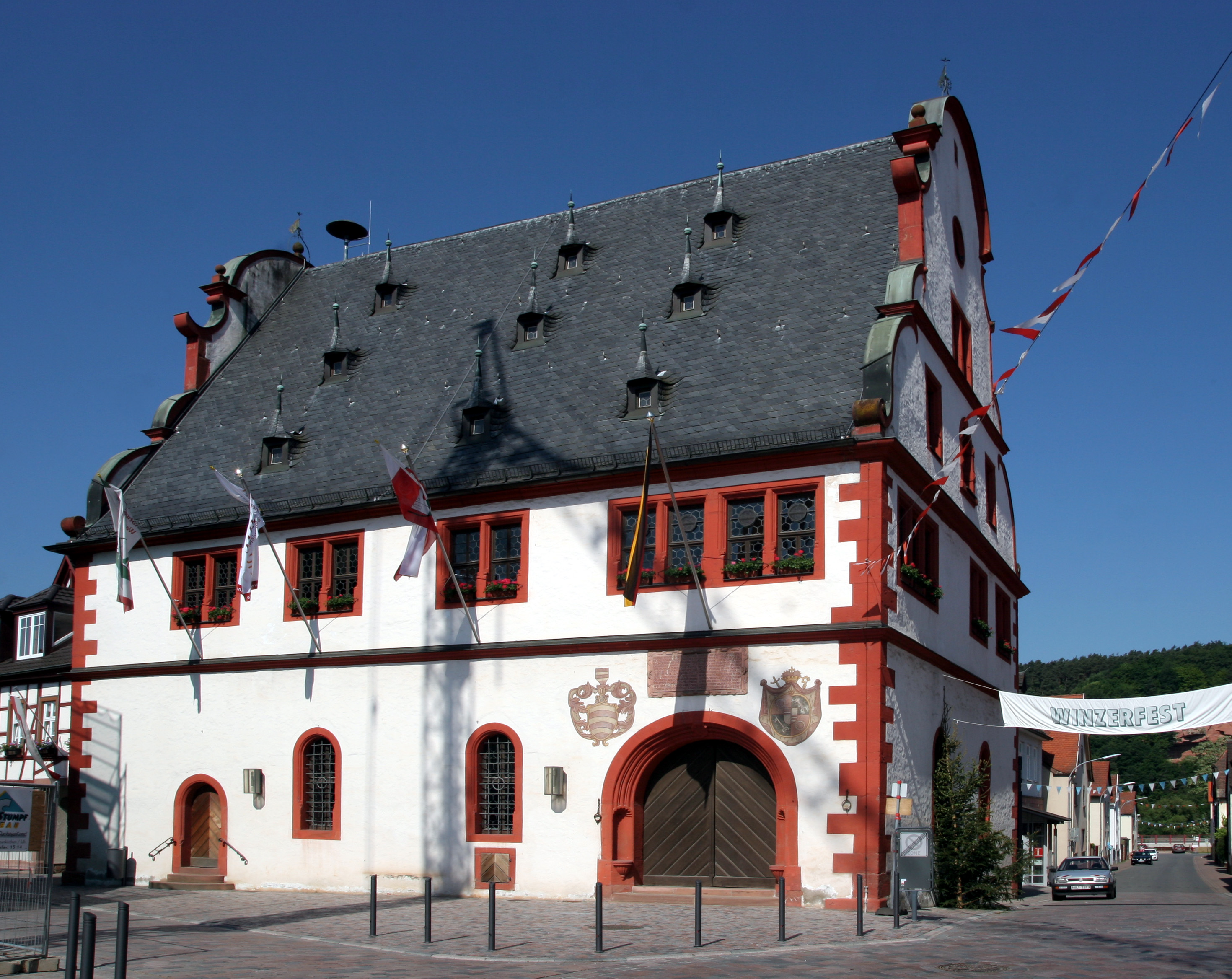
Bürgstadt

Bürgstadt este o comună-târg din districtul Miltenberg, regiunea administrativă Franconia Inferioară, landul Bavaria, Germania.